# Тропа Неандерланд: Ниренхоф - Фельберт

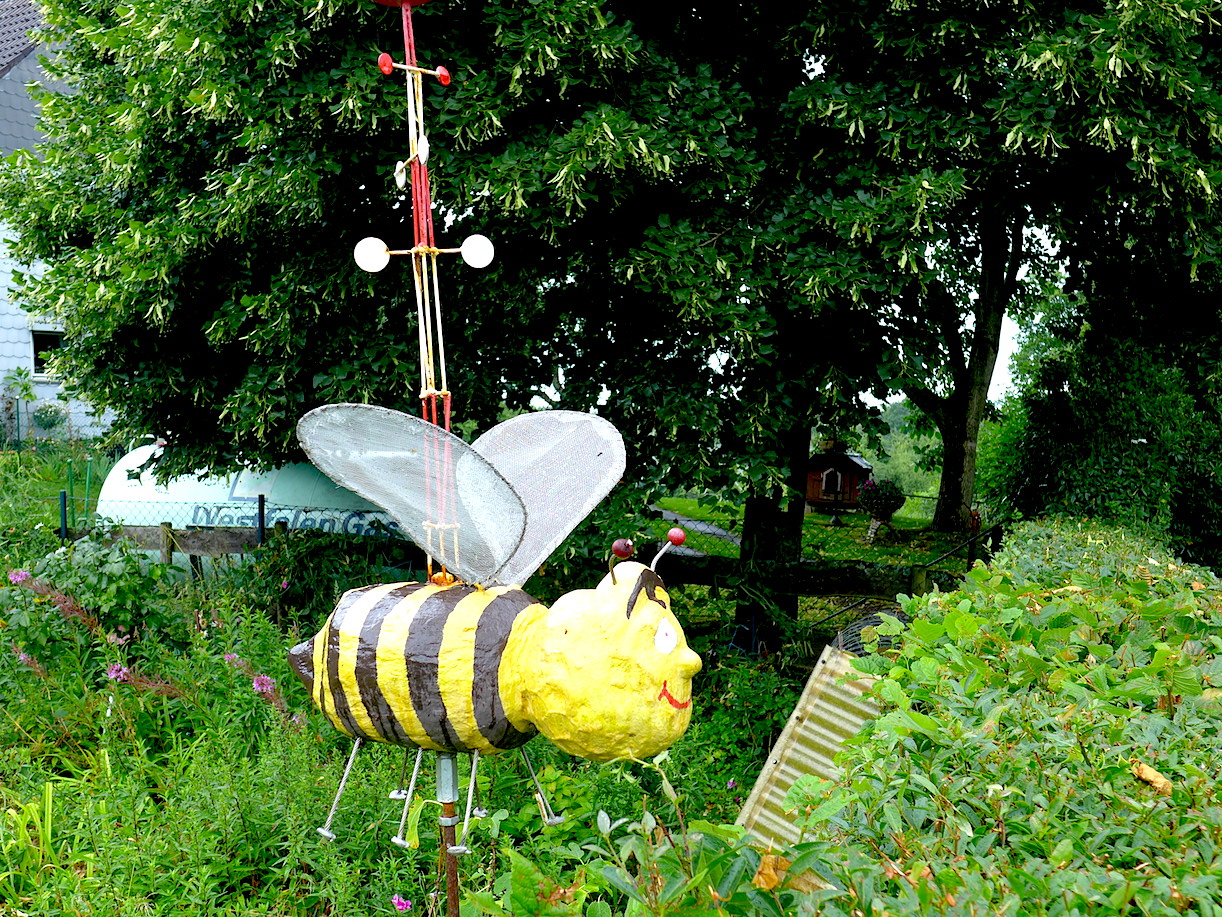
Вид с тропы, 3-й этап

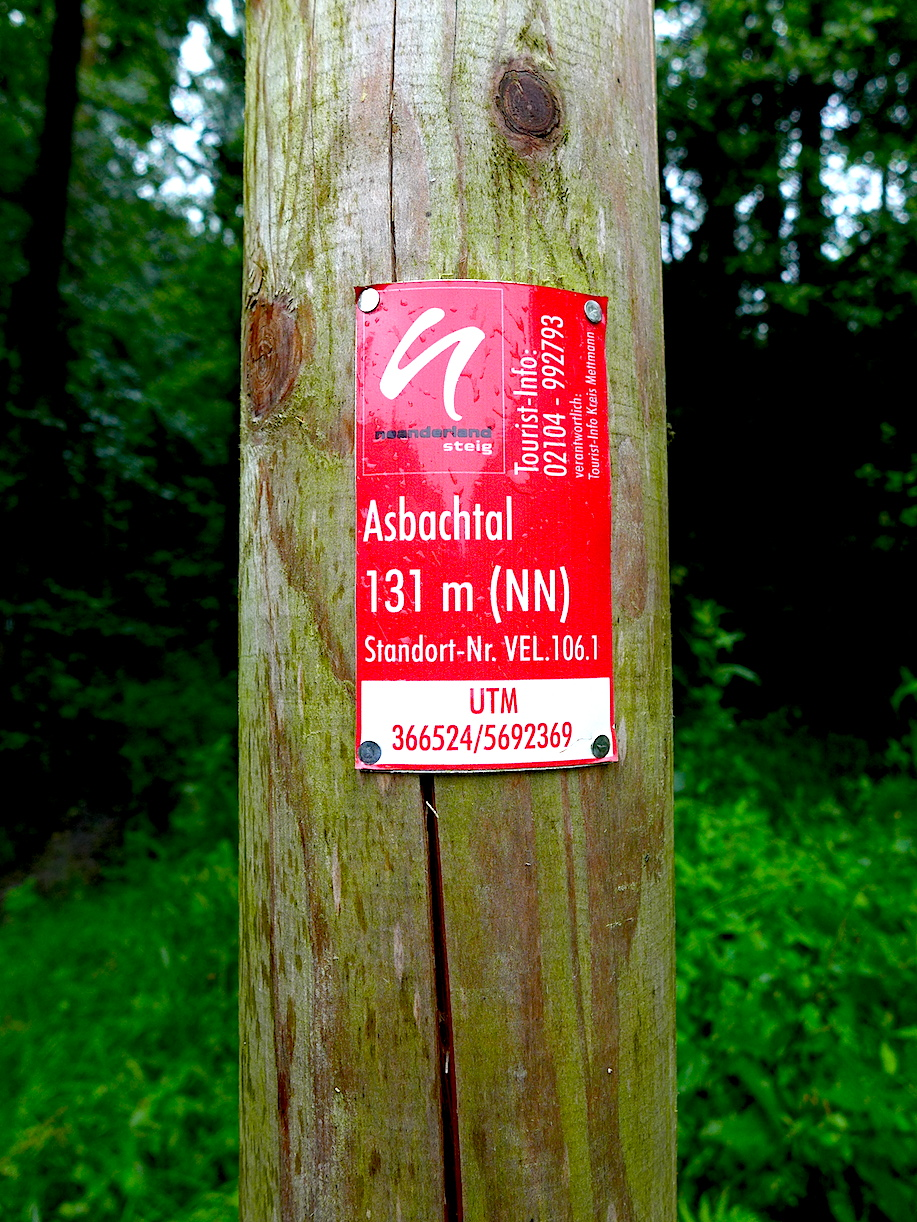
Одна из маркировок 3-го этапа тропы

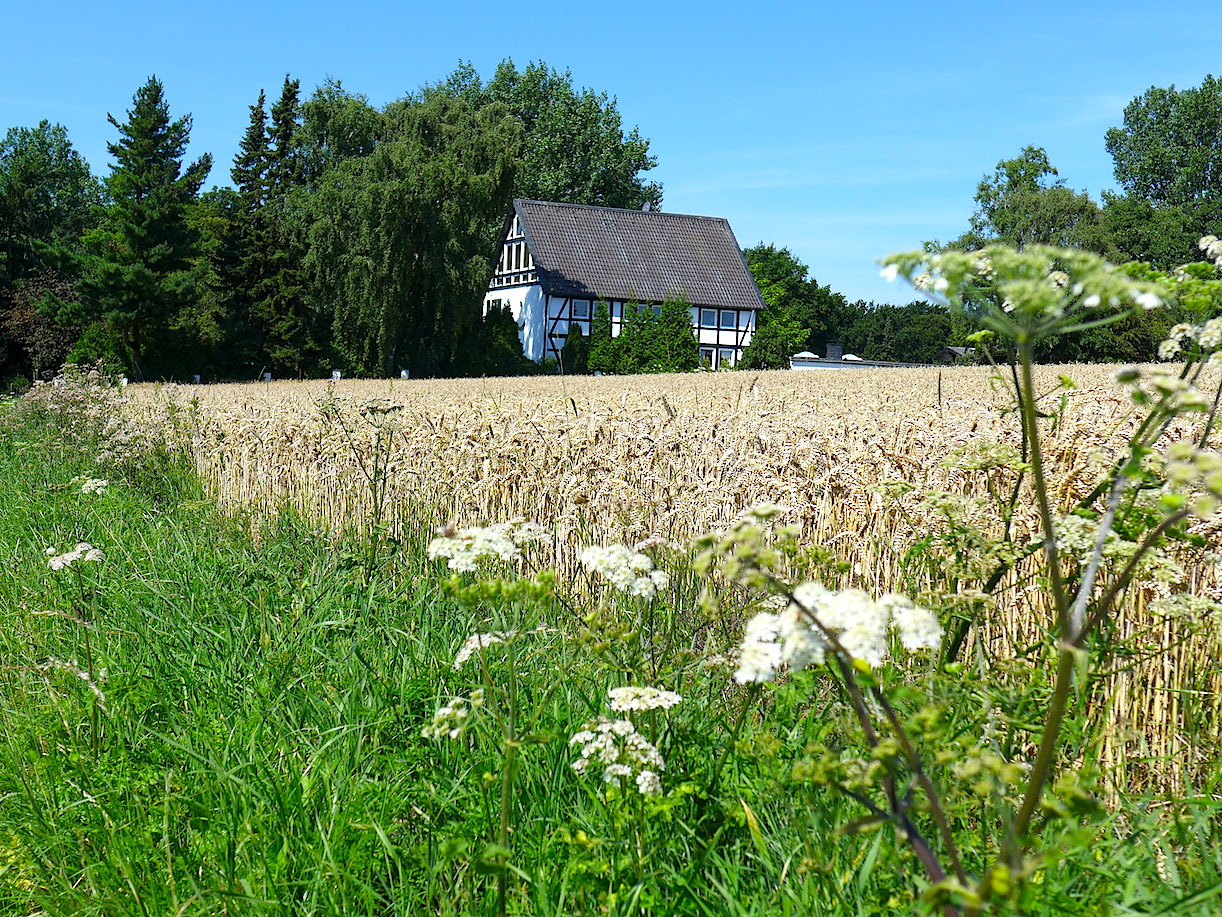
Вид с тропы, 3-й этап

Ниренхоф-Фельберт является официальным третьим участком многодневного маркированного туристского маршрута «Тропа Неандерланд» в районе Меттман, Северный Рейн-Вестфалия, Германия.

## Общая характеристика
Пешеходным туристам предлагается преодолеть 14,6 км по пересеченной местности со значительными перепадами высот. Большей часть маршрут представляет обычную тропу, проложенную через леса, перелески и сельскохозяйственные ландшафты. Этот этап можно разбить на два полуэтапа, протяжённостью по 7 км каждый с промежуточной остановкой в промышленной зоне Рёббек (Röbbeck) (остановка автобуса «Хабер-штрассе» (Haberstraße) линии OV8. Общий набор высоты при подъёмах составляет 510 метров, а спуски — 369 метров.
От остановочной платформы «Ниренхоф» (Nierenhof) маркированная тропа приводит к зданиям старого кирпичного завода, от которого, пересекая улицу Цигеляйвег, тропа уходит крутым подъёмом в небольшой лесной массив, заканчивающийся у автодороги L 427. На противоположной стороне расположен жилой массив Хопшайдерберг. Тропа пересекает этот комфортабельный и современный одноэтажный жилой массив и через лесной островок выводит к дороге Вильгельмсхёйер-штрассе, с которой открываются красивые виды на окрестности. Вновь пересекается L 427 и тропа уходит в пределы обширных лесных массивов и глубоких долин. Здесь проходит граница между городами Фельберт и Эссен.
В пределах Эссена участок тропы небольшой, но с замечательными видами в долине ручья Айкельбах, из которой следует крутой подъём к крестьянской усадьбе под номером 240. Здесь ориентировка осложнена недостаточно ясной маркировкой.
За усадьбой начинается сначала незаметный, а потом очень крутой спуск через лес в долину ручья Асбах, являющейся наиболее красивой на третьем этапе маршрута. Из неё медленный затяжной подъём выводит туристов к хутору Роттберг. У дороги K 23 можно закончить первую половину третьего этапа и через поле спуститься к промышленной зоне Рёббек, где останавливается автобус OV8.
Продолжая вторую часть третьего этапа по лесной дороге и тропе, именуемой Роттберг, мимо хутора Виннакер, туристы спускаются к хутору Бирнбаумкоттен, известный своими изделиями декоративно-прикладного искусства. За ним тропа ныряет под автобан A44 и выходит к усадьбе Бернсмюлле, являющейся детским лесным учебным центром. Отсюда путь проложен по обширному лесному массиву, обрамляющему с севера крупный жилой массив Фельберта, называемый Лангерхорстом. В этом лесу маркировка тропы неоднозначна и можно сбиться, поэтому желательно иметь подробную карту с указанной ниткой маршрута. Главный ориентир — ручей Розентальбах, вдоль которого и проложена тропа, выводящая постепенно на водораздел в город Фельберт.
Автобан A44 переходится по пешеходному мосту и следуя вдоль улицы Розенталервег туристы выходят к оживлённой автомобильной улице Фридрих-Эберт-Штрассе (она же земельная дорога дорога L74), на которой находится автобусная остановка «Бергише Штрассе», позволяющая добраться как в центр Фельберта, так и в Эссен на ж. д. платформу «Эссен-Верден» (электропоезд S6 «Кёльн-Дюссельдорф-Эссен»).

## Достопримечательности
- Долина ручья Айкельбах
- Долина ручья Асбах
- Хутор Бирнбаумкоттен
- Усадьба Бернсмюлле
- Долина ручья Розентальбах